# Cryptocarya capuronii
Cryptocarya capuronii är en lagerväxtart som beskrevs av André Joseph Guillaume Henri Kostermans. Cryptocarya capuronii ingår i släktet Cryptocarya och familjen lagerväxter. Inga underarter finns listade i Catalogue of Life.